# Линейный флот
Официально термин линейный флот не применяется. Однако данный термин имеет право на существование и применение, более того, в некоторых книгах он действительно встречается.  
Чаще всего линейным флотом называют совокупность парусных линейных кораблей (позже - линкоров и линейных крейсеров)(например, в ), то есть кораблей, предназначенных для использования линейной тактики. 
Но в некоторых книгах это словосочетание используется в других значениях. В книге советским линейным флотом названы линкоры и тяжёлые крейсеры. В статье "Военное искусство" линейным флотом названы тяжёлые парусные корабли в противовес лёгким парусно-гребным кораблям эскадры.
Наконец, существует достаточно много других классов военных кораблей, предназначенных, как и линейные корабли, для действий в составе эскадр, которые поэтому можно было бы назвать "линейными" судами. Примерами таких судов являются авианосцы, эсминцы, эскортные фрегаты в авианосных ударных группах.